# Renata Świrgoń-Skok
Renata Świrgoń-Skok (ur. 1973 w Rzeszowie) – polska prawniczka i nauczycielka akademicka, doktor habilitowana nauk prawnych, profesor nadzwyczajny Uniwersytetu Rzeszowskiego. Dyrektor Instytutu Nauk Prawnych Uniwersytetu Rzeszowskiego od 1 września 2020.

## Życiorys
W 1999 ukończyła prawo na Wydziale Prawa i Administracji Uniwersytetu Marii Curie-Skłodowskiej w Lublinie. Tamże 8 grudnia 2004 na podstawie napisanej rozprawy pt. Nieruchomość i zasady akcesji według prawa rzymskiego otrzymała stopień naukowy doktora nauk prawnych w zakresie prawa, specjalność: prawo rzymskie. 15 maja 2012 na Wydziale Prawa, Prawa Kanonicznego i Administracji Katolickiego Uniwersytetu Lubelskiego Jana Pawła II nadano jej stopień doktora habilitowanego nauk prawnych w zakresie prawa, specjalność: historia prawa na podstawie napisanej rozprawy pt. Beneficja spadkowe w prawie rzymskim. Została kierownikiem Zakładu Prawa Rzymskiego w Instytucie Nauk Prawnych Uniwersytetu Rzeszowskiego.
1 września 2020 została wybrana na stanowisko dyrektora Instytutu Nauk Prawnych Uniwersytetu Rzeszowskiego.